# Società Sportiva Amatori Modena 1971
Questa voce raccoglie le informazioni riguardanti l'Amatori Modena nelle competizioni ufficiali della stagione 1971.

## Maglie e sponsor
Lo sponsor ufficiale fu la società Iris Ceramiche.
| 1ª divisa |